# 諸県郡
- 令制国一覧 > 西海道 > 日向国 > 諸県郡
- 日本 > 九州地方 > 宮崎県 > 諸県郡

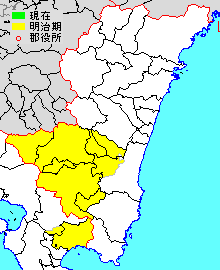
宮崎県諸県郡の位置

諸県郡（もろかたぐん）は、宮崎県（日向国、一部は現在の鹿児島県）にあった郡。

## 郡域
1879年（明治12年）に行政区画として発足した当時の郡域は、下記の区域にあたる。
- 宮崎県宮崎市の一部（吉野・糸原・有田・高岡町各町および田野町乙のうち野崎・東原・鹿毛）
- 宮崎県都城市・小林市・えびの市・北諸県郡・西諸県郡の全域
- 宮崎県東諸県郡の大部分（国富町宮王丸を除く全域）
- 鹿児島県志布志市・曽於郡大崎町の全域
- 鹿児島県曽於市の一部（大隅町月野・大隅町境木町・大隅町荒谷）

## 明治時代以前

### 古代
郡名は記紀に、「日向国諸県君の女、名は髪長比売、其の顔容は麗美」（『古事記』応神段）、「諸県君泉媛、大御食を献る」『日本書紀』巻七景行天皇十八年三月条）、「日向国に嬢子有り。名は髪長媛。即ち諸県君牛諸井の女なり」（『日本書紀』巻十応神天皇十一年是歳条）などの記事が見られ、その起源の古さをうかがわせる。「諸県」は現在の東諸県郡国富町に存在した地名で、この諸県君（日向国造であったとの説もある）の本拠地でもあったとされるが、当時はヤマト王権の影響力が及んでいなかった地域も多く、諸県地方が諸県君の主領域と一致したかは不明である。郡名が明確に確認できるのは「続日本紀」からであり、「延喜式」において、ほぼその後の領域が確定された。和名類聚抄では「牟良加多（むらかた）」と訓じられ、郡には八つの郷が存在しており、県田郷、八代郷、瓜生郷、財部郷、大田郷、春野郷、穆佐郷、山鹿郷が記載されている。

#### 式内社
『延喜式』神名帳に記される郡内の式内社。
| 神名帳           | 神名帳     | 神名帳 | 神名帳           | 比定社                     | 比定社           | 比定社 | 集成 |
| 社名             | 読み       | 格     | 付記             | 社名                       | 所在地           | 備考   | 集成 |
| ---------------- | ---------- | ------ | ---------------- | -------------------------- | ---------------- | ------ | ---- |
| 諸県郡 1座（小） |            |        |                  |                            |                  |        |      |
| 霧島神社         | キリシマノ | 小     |                  | （論）霧島岑神社           | 宮崎県小林市細野 |        |      |
| 霧島神社         | キリシマノ | 小     | （論）東霧島神社 | 宮崎県都城市高崎町東霧島   |                  |        |      |
| 霧島神社         | キリシマノ | 小     | （論）霧島東神社 | 宮崎県西諸県郡高原町蒲牟田 |                  |        |      |
| 霧島神社         | キリシマノ | 小     | （論）霧島神宮   | 鹿児島県霧島市霧島田口     |                  |        |      |
| 凡例を表示       |            |        |                  |                            |                  |        |      |

### 中世・近世
中世には、宇佐宮領の諸県荘となった現在の国富町・綾町を除き、この領域を中心に島津荘が開拓された。以来、江戸期まで領域に変動はない。1587年（天正15年）の豊臣秀吉による九州征伐後、島津氏は薩摩・大隅に加えて本郡を安堵された。

## 明治時代以降

### 近世以降の沿革

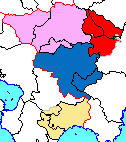
4分割された諸県郡の範囲（青：北諸県郡 黄：南諸県郡 赤：東諸県郡 桃：西諸県郡）

所属町村の変遷は北諸県郡#郡発足までの沿革、東諸県郡#郡発足までの沿革、西諸県郡#郡発足までの沿革、南諸県郡#郡発足までの沿革、東囎唹郡#郡発足までの沿革をそれぞれ参照
- 「旧高旧領取調帳」に記載されている明治初年時点での支配は以下の通り。幕府領は西国筋郡代が管轄[2]。（1町141村）
  - 後の北諸県郡域（41村） - 薩摩鹿児島藩（都城郷・勝岡郷・山之口郷・高城郷・高崎郷および野尻郷の一部）
  - 後の東諸県郡域（1町30村） - 薩摩鹿児島藩（穆佐郷・倉岡郷・高岡郷・綾郷）、幕府領、旗本領[3]、日向高鍋藩
  - 後の西諸県郡域（45村） - 薩摩鹿児島藩（高原郷・小林郷・須木郷・飯野郷・加久藤郷・馬関田郷・吉田郷および野尻郷の残部）
  - 後の南諸県郡域（24村） - 薩摩鹿児島藩（松山郷・志布志郷・大崎郷）
  - 後の東囎唹郡域（1村） - 薩摩鹿児島藩（財部郷のうち下財部村）
- 慶応4年
  - 閏4月25日（1868年6月15日） - 幕府領が富高県の管轄となる。
  - 8月17日（1868年10月2日） - 富高県の管轄区域が日田県の管轄となる。
- 明治3年（1870年） - 旗本領が日田県の管轄となる。
- 明治4年 (1871年)
  - 2月 - 領知替えにより、日田県の管轄地域が延岡藩領となる。
  - 7月14日（1871年8月29日） - 廃藩置県により、鹿児島県、延岡県の管轄となる。
  - 11月14日（1871年12月25日） - 第1次府県統合により、概ね大淀川以北（高岡郷・野尻郷・須木郷および小林郷のうち東方村）が美々津県、残部が都城県の管轄となる。
- 明治5年 (1872年)
  - 4月 - 下財部村の所属が大隅国囎唹郡（第1次）に変更
  - 5月15日（1872年6月20日） - 美々津県の管轄区域の一部（野尻郷・須木郷および小林郷のうち東方村）が都城県の管轄となる。
- 明治6年（1873年）1月15日 - 全域が宮崎県（第1次）の管轄となる。
- 明治9年（1876年）8月21日 - 第2次府県統合により鹿児島県の管轄となる。
- 明治12年（1879年）2月17日 - 郡区町村編制法の鹿児島県での施行により、行政区画としての諸県郡が発足。郡役所が都城に設置。
- 明治16年（1883年）5月9日 - 宮崎県（第2次）が発足し、諸県郡のうち同県に所属する区域をもって北諸県郡が、鹿児島県に所属する区域をもって南諸県郡がそれぞれ発足。同日諸県郡廃止。

### 変遷表
明治22年（1889年）5月1日の町村制施行以降の変遷。
| 明治22年以前 | 明治22年                 | 明治22年 - 昭和19年             | 明治22年 - 昭和19年            | 明治22年 - 昭和19年                    | 昭和20年 - 昭和29年                                                                 | 昭和30年 - 昭和63年                         | 昭和30年 - 昭和63年                                | 平成1年 - 現在                | 現在            |
| ------------ | ------------------------ | ------------------------------- | ------------------------------ | -------------------------------------- | ----------------------------------------------------------------------------------- | ------------------------------------------- | -------------------------------------------------- | ----------------------------- | --------------- |
|              | 5月1日 西諸県郡 高原村   | 昭和9年10月5日 町制             | 昭和9年10月5日 町制            | 昭和9年10月5日 町制                    | 西諸県郡 高原町                                                                     | 西諸県郡 高原町                             | 西諸県郡 高原町                                    | 西諸県郡 高原町               | 西諸県郡 高原町 |
|              | 5月1日 西諸県郡 小林村   | 大正1年11月5日 町制             | 大正1年11月5日 町制            | 大正1年11月5日 町制                    | 昭和25年4月1日 市制                                                                 | 昭和37年5月1日 一部を 西諸県郡 高原町に編入 | 昭和37年5月1日 一部を 西諸県郡 高原町に編入        | 平成18年3月20日 小林市        | 小林市          |
|              | 5月1日 西諸県郡 須木村   | 西諸県郡 須木村                 | 西諸県郡 須木村                | 西諸県郡 須木村                        | 西諸県郡 須木村                                                                     | 西諸県郡 須木村                             | 西諸県郡 須木村                                    | 平成18年3月20日 小林市        | 小林市          |
|              | 5月1日 西諸県郡 飯野村   | 昭和15年4月3日 町制             | 昭和15年4月3日 町制            | 昭和15年4月3日 町制                    | 西諸県郡 飯野町                                                                     | 昭和41年11月3日 西諸県郡 えびの町           | 昭和45年12月1日 市制                               | えびの市                      | えびの市        |
|              | 5月1日 西諸県郡 真幸村   | 西諸県郡 真幸村                 | 西諸県郡 真幸村                | 西諸県郡 真幸村                        | 昭和25年4月1日 町制                                                                 | 昭和41年11月3日 西諸県郡 えびの町           | 昭和45年12月1日 市制                               | えびの市                      | えびの市        |
|              | 5月1日 西諸県郡 加久藤村 | 西諸県郡 加久藤村               | 西諸県郡 加久藤村              | 西諸県郡 加久藤村                      | 昭和30年2月11日 町制                                                                | 昭和41年11月3日 西諸県郡 えびの町           | 昭和45年12月1日 市制                               | えびの市                      | えびの市        |
|              | 5月1日 西諸県郡 野尻村   | 西諸県郡 野尻村                 | 西諸県郡 野尻村                | 西諸県郡 野尻村                        | 西諸県郡 野尻村                                                                     | 昭和30年2月11日 西諸県郡 野尻町             | 昭和30年3月20日 紙屋の瀬越を 東諸県郡 高岡町に編入 | 平成22年3月23日 小林市に編入  | 小林市          |
|              | 5月1日 西諸県郡 野尻村   | 西諸県郡 野尻村                 | 西諸県郡 野尻村                | 西諸県郡 野尻村                        | 昭和23年4月1日 西諸県郡 紙屋村 昭和24年1月1日 一部を 野尻村に編入                   | 昭和30年2月11日 西諸県郡 野尻町             | 昭和30年3月20日 紙屋の瀬越を 東諸県郡 高岡町に編入 | 平成22年3月23日 小林市に編入  | 小林市          |
|              | 5月1日 東諸県郡 高岡村   | 大正9年4月1日 町制              | 大正9年4月1日 町制             | 大正9年4月1日 町制                     | 昭和23年4月1日 野崎を 宮崎郡 田野村に編入 昭和23年9月15日 東原・鹿毛を 田野村に編入 | 田野町の一部                                | 田野町の一部                                       | 平成18年1月1日 宮崎市に編入   | 宮崎市          |
|              | 5月1日 東諸県郡 高岡村   | 大正9年4月1日 町制              | 大正9年4月1日 町制             | 大正9年4月1日 町制                     | 東諸県郡 高岡町                                                                     | 昭和30年4月1日 東諸県郡 高岡町              | 昭和30年4月1日 東諸県郡 高岡町                     | 平成18年1月1日 宮崎市に編入   | 宮崎市          |
|              | 5月1日 東諸県郡 穆佐村   | 東諸県郡 穆佐村                 | 東諸県郡 穆佐村                | 東諸県郡 穆佐村                        | 東諸県郡 穆佐村                                                                     | 昭和30年4月1日 東諸県郡 高岡町              | 昭和30年4月1日 東諸県郡 高岡町                     | 平成18年1月1日 宮崎市に編入   | 宮崎市          |
|              | 5月1日 東諸県郡 倉岡村   | 東諸県郡 倉岡村                 | 東諸県郡 倉岡村                | 東諸県郡 倉岡村                        | 昭和26年3月25日 宮崎市に編入                                                        |                                             |                                                    |                               | 宮崎市          |
|              | 5月1日 東諸県郡 本庄村   | 大正8年3月1日 町制              | 大正8年3月1日 町制             | 大正8年3月1日 町制                     | 東諸県郡 本庄町                                                                     | 昭和31年9月30日 東諸県郡 国富町             | 東諸県郡 国富町                                    | 東諸県郡 国富町               | 東諸県郡 国富町 |
|              | 5月1日 東諸県郡 八代村   | 東諸県郡 八代村                 | 東諸県郡 八代村                | 東諸県郡 八代村                        | 東諸県郡 八代村                                                                     | 昭和31年9月30日 東諸県郡 国富町             | 東諸県郡 国富町                                    | 東諸県郡 国富町               | 東諸県郡 国富町 |
|              | 5月1日 東諸県郡 木脇村   | 東諸県郡 木脇村                 | 東諸県郡 木脇村                | 東諸県郡 木脇村                        | 東諸県郡 木脇村                                                                     | 昭和32年3月31日 東諸県郡 国富町に編入       | 東諸県郡 国富町                                    | 東諸県郡 国富町               | 東諸県郡 国富町 |
|              | 5月1日 東諸県郡 綾村     | 昭和7年10月1日 町制             | 昭和7年10月1日 町制            | 昭和7年10月1日 町制                    | 東諸県郡 綾町                                                                       | 東諸県郡 綾町                               | 東諸県郡 綾町                                      | 東諸県郡 綾町                 | 東諸県郡 綾町   |
|              | 5月1日 北諸県郡 三股村   | 北諸県郡 三股村                 | 北諸県郡 三股村                | 北諸県郡 三股村                        | 昭和23年5月3日 町制                                                                 | 昭和53年5月20日 一部を都城市に編入          | 昭和53年5月20日 一部を都城市に編入                 | 北諸県郡 三股町               | 北諸県郡 三股町 |
|              | 5月1日 北諸県郡 都城町   | 大正13年4月1日 市制             | 大正13年4月1日 市制            | 大正13年4月1日 市制                    | 都城市                                                                              | 都城市                                      | 昭和60年1月29日 曾於郡 末吉町の一部を編入          | 平成18年1月1日 都城市         | 都城市          |
|              | 5月1日 北諸県郡 五十市村 | 昭和11年5月20日 都城市に編入    | 昭和11年5月20日 都城市に編入   | 昭和11年5月20日 都城市に編入           | 都城市                                                                              | 都城市                                      | 昭和60年1月29日 曾於郡 末吉町の一部を編入          | 平成18年1月1日 都城市         | 都城市          |
|              | 5月1日 北諸県郡 沖水村   | 昭和11年5月20日 都城市に編入    | 昭和11年5月20日 都城市に編入   | 昭和11年5月20日 都城市に編入           | 都城市                                                                              | 都城市                                      | 昭和60年1月29日 曾於郡 末吉町の一部を編入          | 平成18年1月1日 都城市         | 都城市          |
|              | 5月1日 北諸県郡 志和池村 | 北諸県郡 志和池村               | 北諸県郡 志和池村              | 北諸県郡 志和池村                      | 昭和24年5月1日 水流の一部を 北諸県郡 高城町に編入                                   | 昭和32年3月1日 都城市に編入                 | 昭和60年1月29日 曾於郡 末吉町の一部を編入          | 平成18年1月1日 都城市         | 都城市          |
|              | 5月1日 北諸県郡 中郷村   | 北諸県郡 中郷村                 | 北諸県郡 中郷村                | 北諸県郡 中郷村                        | 北諸県郡 中郷村                                                                     | 北諸県郡 中郷村                             | 昭和42年3月3日 都城市に編入                        | 平成18年1月1日 都城市         | 都城市          |
|              | 5月1日 北諸県郡 庄内村   | 大正13年5月15日 町制            | 大正13年5月15日 町制           | 大正13年5月15日 町制                   | 北諸県郡 庄内町                                                                     | 昭和31年7月15日 北諸県郡 荘内町             | 昭和40年4月1日 都城市に編入                        | 平成18年1月1日 都城市         | 都城市          |
|              | 5月1日 北諸県郡 庄内村   | 明治24年7月4日 北諸県郡 西岳村  | 明治24年7月4日 北諸県郡 西岳村 | 明治24年7月4日 北諸県郡 西岳村         | 北諸県郡 西岳村                                                                     | 昭和31年7月15日 北諸県郡 荘内町             | 昭和40年4月1日 都城市に編入                        | 平成18年1月1日 都城市         | 都城市          |
|              | 5月1日 北諸県郡 高城村   | 昭和9年2月11日 町制             | 昭和9年2月11日 町制            | 昭和9年2月11日 町制                    | 北諸県郡 高城町                                                                     | 昭和58年3月25日 一部を都城市に編入          | 昭和58年3月25日 一部を都城市に編入                 | 平成18年1月1日 都城市         | 都城市          |
|              | 5月1日 北諸県郡 山之口村 | 北諸県郡 山之口村               | 北諸県郡 山之口村              | 北諸県郡 山之口村                      | 北諸県郡 山之口村                                                                   | 昭和39年11月3日 町制                        | 昭和39年11月3日 町制                               | 平成18年1月1日 都城市         | 都城市          |
|              | 5月1日 北諸県郡 高崎村   | 昭和15年2月11日 町制            | 昭和15年2月11日 町制           | 昭和15年2月11日 町制                   | 北諸県郡 高崎町                                                                     | 北諸県郡 高崎町                             | 北諸県郡 高崎町                                    | 平成18年1月1日 都城市         | 都城市          |
|              | 5月1日 北諸県郡 山田村   | 北諸県郡 山田村                 | 北諸県郡 山田村                | 北諸県郡 山田村                        | 昭和28年1月15日 町制                                                                | 北諸県郡 山田町                             | 北諸県郡 山田町                                    | 平成18年1月1日 都城市         | 都城市          |
|              | 4月1日 南諸県郡 松山村   | 南諸県郡 松山村                 | 明治30年4月1日 囎唹郡          | 囎唹郡 松山村                          | 囎唹郡 松山村                                                                       | 昭和33年4月1日 町制                         | 昭和47年4月1日 曾於郡                              | 平成18年1月1日 志布志市       | 志布志市        |
|              | 4月1日 南諸県郡 志布志村 | 明治24年2月 南諸県郡 東志布志村 | 明治30年4月1日 囎唹郡          | 大正2年7月1日 町制改称 囎唹郡 志布志町 | 囎唹郡 志布志町                                                                     | 囎唹郡 志布志町                             | 昭和47年4月1日 曾於郡                              | 平成18年1月1日 志布志市       | 志布志市        |
|              | 4月1日 南諸県郡 志布志村 | 明治24年2月 南諸県郡 西志布志村 | 明治30年4月1日 囎唹郡          | 囎唹郡 西志布志村                      | 囎唹郡 西志布志村                                                                   | 昭和33年4月1日 町制改称 囎唹郡 有明町       | 昭和47年4月1日 曾於郡                              | 平成18年1月1日 志布志市       | 志布志市        |
|              | 4月1日 南諸県郡 志布志村 | 明治24年2月 南諸県郡 月野村     | 明治30年4月1日 囎唹郡          | 囎唹郡 月野村                          | 囎唹郡 月野村                                                                       | 昭和30年1月20日 囎唹郡 大隅町の一部         | 昭和47年4月1日 曾於郡                              | 曾於郡 大隅町の一部           | 曽於市          |
|              | 4月1日 南諸県郡 大崎村   | 南諸県郡 大崎村                 | 明治30年4月1日 囎唹郡          | 昭和11年1月1日 町制                    | 囎唹郡 大崎町                                                                       | 囎唹郡 大崎町                               | 昭和47年4月1日 曾於郡                              | 曾於郡 大崎町                 | 曾於郡 大崎町   |
|              | 4月1日 南諸県郡 大崎村   | 明治24年2月 南諸県郡 野方村     | 明治30年4月1日 囎唹郡          | 囎唹郡 野方村                          | 囎唹郡 野方村                                                                       | 昭和30年4月1日 囎唹郡 大崎町に編入          | 昭和47年4月1日 曾於郡                              | 曾於郡 大崎町                 | 曾於郡 大崎町   |
|              | 4月1日 南諸県郡 大崎村   | 明治24年2月 南諸県郡 野方村     | 明治30年4月1日 囎唹郡          | 囎唹郡 野方村                          | 囎唹郡 野方村                                                                       | 昭和30年4月1日 囎唹郡 西志布志村に編入      | 昭和47年4月1日 曾於郡                              | 平成18年1月1日 志布志市の一部 | 志布志市        |
|              | 4月1日 南諸県郡 大崎村   | 明治24年2月 南諸県郡 野方村     | 明治30年4月1日 囎唹郡          | 囎唹郡 野方村                          | 囎唹郡 野方村                                                                       | 昭和30年4月1日 囎唹郡 大隅町に編入          | 昭和47年4月1日 曾於郡                              | 曾於郡 大隅町の一部           | 曽於市          |

## 行政
歴代郡長
| 代 | 氏名 | 就任年月日                | 退任年月日               | 備考                 |
| -- | ---- | ------------------------- | ------------------------ | -------------------- |
| 1  |      | 明治12年（1879年）2月17日 |                          |                      |
|    |      |                           | 明治16年（1883年）5月8日 | 分割により諸県郡廃止 |